# Helmstorf (Seevetal)
Helmstorf – miejscowość w gminie Seevetal w powiecie Harburg w niemieckim kraju związkowym Dolna Saksonia. Należy do gminy Seevetal od 1 lipca 1972 roku. Helmstorf zamieszkuje 1 045 mieszkańców (30 czerwca 2008). Jest średniej wielkości miejscowością gminy.

## Historia
Pierwsza wzmianka pochodzi z roku 1304, kiedy biskup z Verden wymienia między innymi wioskę Helmerechestorpe, co w jęz. dolnoniem. wskazuje na wieś (torpe), w której mieszka niejaki Helmerech.

## Gospodarka
Nie ma tu przemysłu ani centrum handlowego, ale bliskość miejscowości Hittfeld ze swoimi możliwościami rekompensuje te braki.

## Komunikacja
Helmstorf ma dogodne drogowe połączenie komunikacyjne mając w bezpośredniej bliskości (ok. 2 km) autostradę A1 z węzłem Seevetal-Hittfeld.